# Brian Gubby

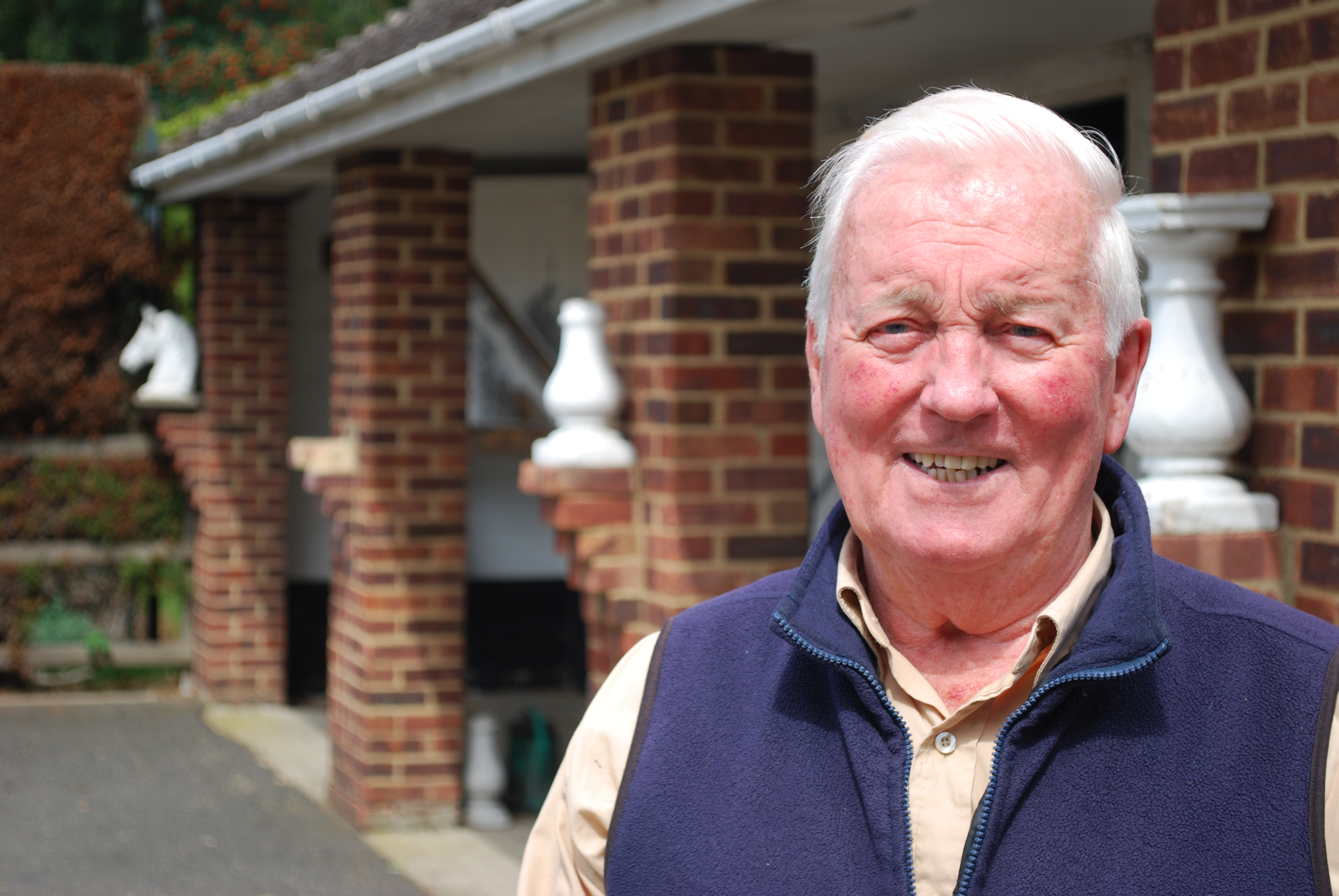
Brian Gubby

Brian Gubby (Epsom, Surrey, 17 april 1934) is een voormalig Brits Formule 1-coureur. Hij reed één Grand Prix; de Grand Prix van Groot-Brittannië van 1965 voor het team Lotus.